# Wavrechain-sous-Denain
Wavrechain-sous-Denain är en kommun i departementet Nord i regionen Hauts-de-France i norra Frankrike. Kommunen ligger i kantonen Denain som tillhör arrondissementet Valenciennes. År 2022 hade Wavrechain-sous-Denain 1 606 invånare.

## Befolkningsutveckling
Antalet invånare i kommunen Wavrechain-sous-Denain
| Referens: INSEE |